# 安经传
安经传（1719年—1750年），字继勋，常州府金匮（今江苏省无锡市锡山区）人，清朝文学家，精通《左氏春秋》并著有《春秋三传》。

## 生平
安经传康熙五十八年（1719年）七月初一，卒于乾隆十五年（1750年）六月初一，

## 家族
明末东林党领袖安希范之后裔。。
子，安吉，乾隆年间举人、诗人、音乐家。孙，安念祖，清朝音乐家。曾孙，安燊，清朝诗人、书法家、篆刻家。